# Suolojaure (Sorsele socken, Lappland, 730703-148898)
Suolojaure är en sjö i Sorsele kommun i Lappland och ingår i Umeälvens huvudavrinningsområde. Sjön har en area på 0,145 kvadratkilometer och ligger 628,5 meter över havet. Suolojaure ligger i Vindelfjällen Natura 2000-område.

## Delavrinningsområde
Suolojaure ingår i det delavrinningsområde (730676-148800) som SMHI kallar för Utloppet av Forsavan. Medelhöjden är 672 meter över havet och ytan är 13,32 kvadratkilometer. Det finns inga avrinningsområden uppströms utan avrinningsområdet är högsta punkten. Vattendraget som avvattnar avrinningsområdet har biflödesordning 3, vilket innebär att vattnet flödar genom totalt 3 vattendrag innan det når havet efter 396 kilometer. Avrinningsområdet består mestadels av skog (71 procent) och sankmarker (19 procent). Avrinningsområdet har 0,63 kvadratkilometer vattenytor vilket ger det en sjöprocent på 4,7 procent.